# Finanzkonglomerate-Aufsichtsgesetz
Das Finanzkonglomerate-Aufsichtsgesetz (FKAG) ist ein deutsches Gesetz, das die Finanzmarktaufsicht über Finanzkonglomerate regelt.

## Entstehungsgeschichte
Das Gesetz dient der Umsetzung der Richtlinie 2011/89/EU des Europäischen Parlaments und des Rates vom 16. November 2011 zur Änderung der Richtlinien 98/78/EG, 2002/87/EG, 2006/48/EG und 2009/138/EG hinsichtlich der zusätzlichen Beaufsichtigung der Finanzunternehmen eines Finanzkonglomerats. Der deutsche Gesetzgeber hat diese Änderungsrichtlinie zum Anlass genommen, die bisher getrennt im Versicherungsaufsichtsgesetz (VAG) und Kreditwesengesetz (KWG) enthaltenen Regelungen zu vereinigen, indem er diese Regelungen im Wesentlichen unverändert unter Berücksichtigung der EU-Richtlinien transformiert hat. Das FKAG hat daher supranationale Wurzeln.

## Inhalt
Das FKAG hat zum Ziel, Finanzunternehmen eines Finanzkonglomerats einer Finanzaufsicht zu unterwerfen. Zu diesem Zweck bestimmt § 1 FKAG, dass beaufsichtigte Unternehmen eines Finanzkonglomerats einer zusätzlichen Aufsicht nach Maßgabe des FKAG unterliegen; die Aufsicht wird von der Bundesanstalt für Finanzdienstleistungsaufsicht (BaFin) ausgeübt. Nach § 1 Abs. 2 FKAG besteht ein Finanzkonglomerat aus einer Muttergesellschaft (auch Holding) als beaufsichtigtes Unternehmen oder bei der mindestens eines der Tochterunternehmen ein beaufsichtigtes Unternehmen ist, in der mindestens eines der Unternehmen der Gruppe oder Untergruppe ein Unternehmen der Versicherungsbranche ist und mindestens eines ein Unternehmen der Banken- oder der Wertpapierdienstleistungsbranche ist, in der die konsolidierten oder aggregierten Tätigkeiten der in der Versicherungsbranche tätigen Unternehmen der Gruppe oder Untergruppe und der in der Banken- und Wertpapierdienstleistungsbranche tätigen Unternehmen der Gruppe oder Untergruppe jeweils als erheblich im Sinne des § 8 FKAG anzusehen sind. Als „beaufsichtigte Unternehmen“ eines Finanzkonglomerats sind gemäß § 2 FKAG konglomeratsangehörige CRR-Kreditinstitute (§ 1 Abs. 3d KWG), Erst- und Rückversicherungsunternehmen (§ 7 Nr. 33 VAG), Versicherungs-Zweckgesellschaften (§ 168 VAG), Wertpapierhandelsunternehmen (§ 2 Abs. 10 WpHG) und Kapitalverwaltungsgesellschaften (§ 1 Abs. 14 KAGB) einzuordnen. Ein Finanzkonglomerat ist vorwiegend in der Finanzbranche tätig, wenn der Anteil der Bilanzsumme der beaufsichtigten und unbeaufsichtigten Finanzunternehmen dieser Gruppe an der Bilanzsumme der Gruppe insgesamt mehr als 40 Prozent beträgt (§ 7 FKAG). Ein Finanzkonglomerat muss auf Konglomeratsebene nach § 17 Abs. 1 FKAG angemessene Eigenmittel haben, die nach § 18 FKAG zu berechnen sind.

## Finanzkonglomerate
Bis Juni 2010 wurden als Finanzkonglomerat mit einer Muttergesellschaft mit Geschäftssitz in Deutschland insgesamt 6 branchenübergreifende Finanzgruppen identifiziert, und zwar die Allianz-SE-Gruppe, Debeka-Gruppe, Deutsche-Bank-Gruppe, DZ-Bank-Gruppe, Inter Versicherungsgruppe sowie Wüstenrot- und Württembergische-Versicherung-Gruppe. Weitere 51 Finanzkonglomerate hatten ihren Sitz in der EU oder dem EWR, jeweils zwei sitzen in der Schweiz und den USA.
Die Europäische Bankenaufsichtsbehörde (EBA) aktualisierte 2017 die identifizierten Finanzkonglomerate, darunter befanden sich 80 Finanzkonglomerate mit Hauptsitz in der EU oder im EWR, je ein Finanzkonglomerat mit Hauptsitz in der Schweiz und in Bermuda, sowie zwei weitere mit Hauptsitzen in den USA.